# Milord (brano musicale)
Milord è una canzone francese composta nel 1959 (musica di Marguerite Monnot e parole di Georges Moustaki), originariamente interpretata da Édith Piaf.

## Il brano
Il brano è composto da un gaio ritornello che apre la canzone e viene ripetuto tre volte con minime variazioni nel testo nell'ultima ripetizione, inframmezzato da due strofe, dal ritmo più lento e cantate quasi sottovoce.
A parlare in prima persona è una "ragazza del porto", ossia una prostituta, che invita un distinto signore inglese a godere dei suoi servigi: egli non la conosce, poiché lei sa di non essere altro che "un'ombra sulla strada", ma lei lo ha già visto passare in compagnia di una splendida ragazza. Mentre lei gli parla di questa donna, vedendolo mantenere un atteggiamento triste e distaccato, lei capisce che il Milord è stato abbandonato dalla sua amata; con gran sorpresa della ragazza, a quelle parole l'uomo scoppia a piangere, lasciando intendere che la ragazza abbia ragione e conosca i suoi sentimenti più di quanto lui stesso non sappia. La ragazza cerca allora di rallegrarlo con balli e canti, e ci riesce; il brano termina con le parole "Bravo, Milord! Encore, Milord!", lasciando intendere che i due consumeranno un rapporto sessuale.

## Cover
Dopo l'interpretazione di Édith Piaf, di cui rimane uno dei brani più famosi dopo aver venduto 400 000 copie in Francia e raggiunto la prima posizione in Germania per quattro settimane, la seconda posizione in Olanda e la sesta in Norvegia, la canzone è stata interpretata da numerosi altri cantanti e tradotta in diverse lingue: tra le più celebri, un'interpretazione dello stesso Georges Moustaki, mentre Dalida la cantò sia in tedesco sia in italiano, molto nota in Italia è anche l'interpretazione di Milva su testo tradotto e riadattato da Giancarlo Testoni. Dal canto suo Cher ne inserì la versione in inglese nel suo secondo album solista The Sonny Side of Chér del 1966.